# Hải cẩu lông mao Guadalupe
Hải cẩu lông mao Guadalupe (Arctocephalus townsendi) là một loài động vật có vú trong họ Otariidae, bộ Ăn thịt. Loài này được Merriam mô tả năm 1897. Loài hải cẩu này suy giảm số lượng chỉ còn vài chục cá thể vào cuối thế kỷ thứ 19, nhưng đã gia tăng 10.000 cá thể trong số những năm cuối thập niên 1990. Nhiều cá thể có thể được tìm thấy trên đảo Guadalupe của Mexico. Loài này lưỡng hình giới tính trong kích thước, với những con đực là lớn hơn nhiều so với con cái, mặc dù chỉ vài mẫu vật được đo đạc.

## Hình ảnh

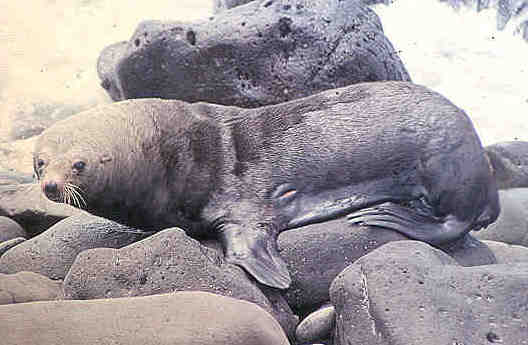